# Campionato peruviano di pallavolo femminile
Il campionato peruviano di pallavolo femminile è un insieme di tornei pallavolistici per squadre di club peruviane, istituiti dalla Federazione pallavolistica del Perù.

## Struttura
- Campionati nazionali professionistici:

Liga Nacional Superior de Voleibol: a girone unico, partecipano dieci squadre.
- Campionati nazionali non professionistici:

Liga Intermedia de Voleibol: a girone unico, partecipano ? squadre.